# Назаров Віктор Миколайович
Ві́ктор Микола́йович Наза́ров (нар. 11 лютого 1962) — український військовик, генерал-майор Збройних сил України. Радник Головнокомандувача ЗСУ з політичних питань (із 2021).
Перший заступник начальника Головного оперативного управління Генерального штабу ЗС України (до 2019).
У 2014—2021 роках тривали судові процеси, в яких Віктора Назарова звинувачували у службовому недбальстві, що призвело до збиття Іл-76 під Луганськом. 2021 року касаційний суд визнав Віктора Назарова невинуватим.[⇨]

## Життєпис
Народився 11 лютого 1962 року в м. Новоград-Волинський Житомирської області.[⇨]
У 1983 році завершив навчання в Київському вищому загальновійськовому командному училищі.
У серпні 2008 року Вікторові Назарову було присвоєне звання генерал-майора, на той час обіймав посаду помічника Міністра оборони України.
Станом на березень 2013 року — перший заступник начальника Головного оперативного управління Генерального штабу ЗС України.

### Російсько-українська війна
21 травня 2014 року був призначений начальником оперативного штабу АТО. На цій посаді спланував близько 40 операцій, серед яких були заходи з деблокування угрупування ЗС України, яке захищало Луганський аеропорт.[джерело?] Найближчі військові частини ЗС України були розташовані північніше Сіверського Донця, тобто за сто кілометрів від Луганського аеропорту. Тому штабом АТО i була розроблена операція з організації повітряного мосту до Луганська. 17 разів транспортні літаки успішно доставляли вантажі, озброєння й особовий склад з метою створити під Луганськом посилену БТГ, спроможну вести активні наступальні дії. Стратегічно це дозволило б відтягнути частину ворожих сил із району Краматорськ — Слов'янськ, і, головне, створити плацдарм навколо Луганського аеродрому, з якого планувалось здійснити наступ на південний захід у напрямку держкордону до з'єднання з силами, що рухались зустрічно з півдня вздовж держкордону. Це дало б можливість повність блокувати Луганськ, позбавити бойовиків постачання і прикрити державний кордон.[джерело?]
Вночі 14 червня, на третій тиждень активної фази АТО, до аеропорту Луганська прямував конвой із трьох літаків Іл-76 ЗСУ. Після того, як перший літак сів у Луганську, другий літак, — військовий транспортник Іл-76 був збитий при заході на посадку; загинули 9 членів екіпажу і 40 десантників 25 ОПДБр. Штаб АТО в цей день отримав інформацію про можливу наявність ПЗРК у сепаратистів, але, зі слів генерал-майора Назарова, вона була суперечливою i потрапила до нього вже після початку операції із чотирьох транспортних рейсів до Луганська в ніч проти 14 червня.
21 червня перший літак повернувся на аеродром базування. Після збиття літака третій борт, який вже був у повітрі, негайно повернув назад. Загибель особового складу внесла корективи в плани АТО: як наслідок, у липні українські війська змушені були з боями й новими втратами пробивати сухопутний коридор через Щастя до Луганського аеропорту.[джерело?] Був встановлений контроль над Георгіївкою, Лутугиним, Новосвітлівкою і Хрящуватим.
24 серпня регулярні підрозділи ЗС РФ перейшли в наступ, що внесло корінні зміни в хід подій АТО[ангажоване джерело].
У вересні 2019 року звільнений з військової служби у запас (наказ МО України від 13.09.2019 року № 520).
У серпні 2021 року був призначений радником Головнокомандувача ЗС України з політичних питань.

## Судова справа
18 листопада 2014 року, в День Генерального штабу Збройних Сил України, Генеральна прокуратура України оголосила генерал-майору Віктору Назарову підозру у службовому недбальстві, яке призвело до загибелі 49 військових через збиття проросійськими бойовиками військово-транспортного літака Іл-76 над Луганськом. ГПУ зазначила: «Як з'ясувалося, військові посадові особи Збройних сил України та оперативного штабу з управління антитерористичною операцією проігнорували наявну інформацію про активізацію діяльності терористичних угрупувань поблизу аеропорту Луганська, а також наявні в їхньому озброєнні переносні зенітно-ракетних комплекси (ПЗРК) і не вжили заходів щодо безпечної посадки літака в районі проведення антитерористичної операції». Після цього генерал-майор Назаров потрапив до лікарні з гіпертонічним кризом, і суд не зміг обрати йому запобіжний захід. 25 листопада Печерський районний суд Києва постановив заарештувати генерал-майора Назарова на два місяці, але водночас дозволив йому залишитися на свободі під заставу в розмірі 365 тисяч гривень. Пізніше, суд зменшив заставу до 97 тисяч гривень та й дозволив йому продовжувати виконувати свої професійні обов'язки.
27 березня 2017 року генерал-майор Віктор Назаров був визнаний судом винним у загибелі українських військовослужбовців у збитому терористами Іл-76 та засуджений до 7 років позбавлення волі, без позбавлення військового звання генерал-майора. За рішенням суду, моральну шкоду повинно компенсувати Міністерство оборони України. Розмір компенсації — по 500 тис. грн на користь родичів загиблих, але компенсації отримають тільки найближчі родичі — батьки й дружини.
Подібне рішення викликало обурення, зокрема міністра оборони Степана Полторака та ініціації президентом відновлення військових судів:

| Оцінювати дії командирів у бойовій обстановці повинні військові спеціалісти, військові експерти і військові судді, а не цивільні. |
| — Міністр оборони України Степан Полторак, 29 березня 2017.                                                                       |

11 грудня 2020 року Дніпровський апеляційний суд відхилив апеляцію Віктора Назарова, якого суд першої інстанції засудив до 7 років ув'язнення через службову недбалість, що призвела до збиття літака Іл-76 і загибелі українських військових в 2014 році. Відповідне рішення суд ухвалив, залишивши рішення Павлоградського райсуду області без змін. Віктор Назаров не визнав своєї провини і заявив, що подаватиме на касацію.
Рішення Дніпровського апеляційного суду у справі стосовно генерал-майора Збройних Сил України Віктора Назарова прокоментував п'ятий президент України Петро Порошенко:[значущість факту?]

| ... справа Назарова — це прецедент, який може мати далекосяжні наслідки для обороноздатності країни. |
| — Петро Порошенко, 14 грудня 2020.                                                                   |

23 грудня 2020 року Касаційний кримінальний суд Верховного Суду зупинив виконання вироку Віктору Назарову за поданою адвокатом касацією.
30 грудня 2020 року Головнокомандувач Збройних сил України Хомчак Руслан Борисович прокоментував передумови збиття літака Іл-76 поблизу Луганського аеропорту:

| ... Генерал Назаров, коли виконував обов'язки начальника штабу АТО, думав про те, як захистити країну і зберегти її територіальну цілісність. У 2014 році була дуже важка ситуація й ухвалювалися важкі рішення. Назаров що, на курорт відправляв літаки? У своїх цілях? Ні... Якби Назаров не зробив того, що необхідно, то його звинуватили б уже в цьому, запитали би – чому нічого не зробив. Наприклад, як у Криму, коли всі підняли лапки і пішли без єдиного пострілу. Поки триває війна – ми "заручники". Але народ України, наша держава повинні оцінити це і зрозуміти: ми виконували свої обов'язки. Назаров не збивав літак, це зробила Росія... |
| — Головнокомандувач Збройних сил України Руслан Хомчак, 30 грудня 2020. |

17 травня 2021 року Касаційний кримінальний суд Верховного Суду розпочав розгляд касаційної скарги Віктора Назарова у справі про катастрофу Іл-76 та 21 травня 2021 року виправдав його, а справу щодо Назарова було закрито у зв'язку з відсутністю в його діях кримінального злочину.

## Нагороди
- Орден Богдана Хмельницького III ст. (8 вересня 2014) — за особисту мужність і героїзм, виявлені у захисті державного суверенітету та територіальної цілісності України[26]
- Медаль «Захиснику Вітчизни» (20 серпня 2007) — за особливі заслуги у захисті державного суверенітету та територіальної цілісності України, охорону конституційних прав і свобод людини, мужність і самовідданість, виявлені під час виконання військового і службового обов'язку, та з нагоди 16-ї річниці незалежності України — за вагомий особистий внесок у зміцнення обороноздатності і безпеки Української держави, бездоганне виконання військового і службового обов'язку, високий професіоналізм[27]
- Відзнаки Міністерства оборони України — «Доблесть і честь», «Ветеран військової служби», медалі «10 років Збройним Силам України», «15 років Збройним Силам України»

### Документи
- Вирок Павлоградського міськрайонного суду 27 березня 2017 у справі 185/12161/15-к, провадження 1-кп/185/2217 // court.gov.ua
- Повний текст вироку (справа «генерала Назарова»): частина 1, частина 2

### Інтерв'ю
- Левко Стек, Чому Росія змогла збити український Іл-76 під Луганськом: інтерв'ю із генералом Назаровим. // Радіо «Свобода», 24 січня 2021